# بیلی استرینج
بیلی استرینج (انگلیسی: Billy Strange؛ ۲۹ سپتامبر ۱۹۳۰ – ۲۲ فوریهٔ ۲۰۱۲) موسیقی‌دان، آهنگساز، ترانه‌سرا، نوازندهٔ گیتار و بازیگر اهل ایالات متحده آمریکا بود.
نام او در سال ۲۰۰۷ در «موزه و تالار مشاهیر موسیقی‌دانان» ثبت شد. نام وی همچنین در تالار مشاهیر راکابیلی ثبت شده است.
او در دوران حیاتِ حرفه‌ای خود با هنرمندان گوناگونی همکاری داشت و برایشان گیتار نواخت، ترانه نوشت یا آهنگ ساخت که از آن میان می‌توان به الویس پرسلی، نانسی سیناترا، بیچ بویز، ویلی نلسون، اورلی برادرز، واندا جکسون، رندی نیومن، نت کینگ کول، دین مارتین، دوین ادی و سامی دیویس جونیور اشاره کرد.